# جيري هارينجتون
جيري هارينجتون (بالإنجليزية: Jerry Harrington)‏ هو لاعب كرة قاعدة أمريكي، ولد في 12 أغسطس 1868 في هامدن في الولايات المتحدة، وتوفي في 16 أغسطس 1913 في كيوكوك في الولايات المتحدة.

## وصلات خارجية
- جيري هارينجتون على موقع دوري كرة القاعدة الرئيسي (الإنجليزية)
- جيري هارينجتون على موقعبيزبول رفرنس.كوم (الدوري الرئيسي) (الإنجليزية)
- جيري هارينجتون على موقعبيزبول رفرنس.كوم (الدوري الثانوي) (الإنجليزية)
- جيري هارينجتون على موقع مشجعي الرسوم البيانية (الإنجليزية)